# بابلو زيبالوس
بابلو دانيال زيبليوس أوكامبوس (بالإسبانية: Pablo Daniel Zeballos Ocampos) المعروف باسم بابلو زيبالوس (ولد في 4 مارس 1986) هو لاعب كرة قدم باراغواياني الذي يلعب حالياً في سول دي أمريكا الباراغواياني كوسط مهاجم. مثل زيبالوس منتخب الباراغواي في الفترة من 2008 إلى 2012 حيث شارك في كوبا أمريكا 2011 حيث احتلت الباراغواي المركز الثاني. في عام 2011 تم اختياره كأفضل لاعب كرة قدم في الباراغواي.

## المسيرة الرياضية مع الأندية

### سول دي أمريكا
بدأ زيبالوس مسيرته المهنية في الفئات العمرية في سول دي أمريكا حيث لعب جنباً إلى جنب مع خوسيه أورتيغوزا. لعب لأول مرة في عام 2005 وساعد الفريق على الفوز بدوري الدرجة الثانية في باراغواي من خلال كونه أفضل هداف للفريق. يتم تذكره من خلال هدفه الرائع سيرو كورا في الدقيقة المتأخّرة من المباراة.

#### الإعارة إلى أوريينتي بيتروليرو
في عام 2006 أعير زيبالوس إلى أوريينتي بيتروليرو البوليفي لمدة ستة أشهر حيث أصبح هدافاً برصيد 16 هدفاً في 14 مباراة في الدوري وساعد الفريق على الوصول إلى المركز الثاني خلال موسم 2006.

#### العودة إلى سول دي أمريكا
عاد زيبالوس إلى باراغواي لموسم 2007 واحتل صدارة الهدافين في دوري الدرجة الأولى إلى جانب فابيو راموس من ناسيونال أسونسيون برصيد 15 هدفاً.

### كروز أزول

#### 2008-2010
أدائه العالي جعله ينتقل إلى كروز آزول المكسيكي. لعب لأول مرة ضد سان لويس في المرحلة الثالثة من بطولة الاختتام 2008 حيث سجل هدفه الأول في الدوري المكسيكي الممتاز بعد دقيقة واحدة من استبداله بنيكولاس فينييري. استطاع قيادة الفريق لتخطي جاجواريس في الدور الربع النهائي ليقودهم إلى الدور النهائي حيث خسروا.
في 15 نوفمبر 2008 سجل زيبالوس أول «ثلاثية» له مع كروز أزول ضد جاكوارز.

##### الإعارة إلى سيرو بورتينو
في يناير 2010 أعير زيبالوس إلى سيرو بورتينيو الباراغواياني حتى 31 ديسمبر 2010. في سيرو بورتينيو فاز بالمركز الثاني مرتين وكان هدّاف بطولة الافتتاح برصيد 16 هدفاً مع رودريغو تيكسيرا وانتهى به المطاف في صدارة قائمة هدافي العام برصيد 24 هدف. في 12 ديسمبر 2010 أفيد بأن ناديه السابق أورينتي بيتروليرو وعدة أندية أخرى من الدوري البوليفي أظهرت اهتمامها بالتعاقد معه.

### أوليمبيا
في نهاية ذلك العام وقع زيبالوس عقدًا مع منافس سيرو بورتينيو أوليمبيا أسونسيون. في أوليمبيا أسونسيون حل الفريق في المركز الثاني خلال بطولة الافتتاح 2011 وتوج هدافا برصيد 13 هدف. في البطولة القادمة تمكن زيبالوس من الفوز في ببطولة الاختتام مع أوليمبيا أسونسيون حيث كان هداف الفريق برصيد 12 هدف بفارق هدف واحد عن هداف البطولة فريدي باريرو. مع هذا الرقم القياسي كان زيبالوس أفضل هداف لموسم 2011 في باراغواي بإجمالي 25 هدفًا مما جذب انتباه جنوى وكالياري.

### كريليا سوفيتوف سامارا

#### موسم 2012-13
في صيف عام 2012 انضم زيبالوس إلى كريليا سوفيتوف سامارا في الدوري الروسي الممتاز في عقد مدته ثلاث سنوات. لعب زيبالوس لأول مرة لكريليا سوفيتوف سامارا في موسم الدوري الروسي الممتاز 2012-2013 في المباراة التي انتهت بالتعادل 1-1 مع تيريك غروزني في 22 يوليو. بعد تسجيله لهدف واحد في 15 مباراة في النصف الأول من الموسم لكريليا سوفيتوف سامارا انضم زيبالوس إلى إيميليك الإكوادوري على سبيل الإعارة لمدة ستة أشهر حتى 30 يونيو 2013 مع خيار الانتقال الدائم.

### إيميليك
وصل إلى إيميليك حيث أعير مقابل مبلغ كبير من المال لكنه تمكن من تحقيق هدف واحد فقط خلال الفترة التي قضاها حيث تعرض لانتقادات من قبل المعجبين ووسائل الإعلام بأنه لم يكن يستحق المبلغ المدفوع. غادر إيميليك بعد أن لعب 17 مباراة. ترك زيبالوس إيميليك للانضمام إلى كريليا سوفيتوف سامارا مرة أخرى ولكن هذه المرة لم يحقق أي نجاح بعد مفاوضات طويلة ومرهقة خلال صيف عام 2014 ولذا عاد زيبالوس إلى أوليمبيا أسونسيون ولكن بسبب مشاكل قضائية فإنه لم يتمكن من توقيع عقد ثم بدأ المفاوضات مع بوتافوغو.

### بوتافوغو
بعد الكثير من المفاوضات وصل زيبالوس إلى ريو دي جانيرو للتعاقد مع بوتافوغو. سجل هدفه الأول من ركلة جزاء في بطولة كاريوكا 2014 ضد بوافيستا.

### ليبرتاد
خلال ديسمبر 2015 كان قد تم الإبلاغ بالفعل أن زيبالوس لديه فرصة 99٪ لمغادرة أوليمبيا أسونسيون. بحلول 7 يناير 2016 أُعلن أن زيبالوس قد انضم إلى ليبرتاد. في اليوم التالي سافر إلى مدينة مينغا غوازو للانضمام إلى النادي في تدريبهم قبل بداية الموسم.

## المسيرة الرياضية مع المنتخب
في 29 فبراير 2008 تم استدعاء زيبالوس إلى صفوف منتخب باراغواي للمرة الأولى في مباراة ودية ضد هندوراس. في يونيو 2008 تم استدعاء زيبالوس مرة أخرى إلى المنتخب الوطني لمباراتي تصفيات أمريكا الجنوبية لكأس العالم 2010 ضد البرازيل وبوليفيا. في 25 مايو 2011 سجل زيبالوس هدفه الأول لباراغواي في الخسارة 4-2 في مباراة ودية من الأرجنتين.

## إحصائيات المسيرة الرياضية

### الأندية
| أداء النادي   | أداء النادي           | أداء النادي    | الدوري    | الدوري  | التصفيات      | التصفيات      | الكأس       | الكأس       | القارة    | القارة   | المجموع   | المجموع |
| الموسم        | النادي                | الدوري         | المباريات | الأهداف | المباريات     | الأهداف       | المباريات   | الأهداف     | المباريات | الأهداف  | المباريات | الأهداف |
| المكسيك       | المكسيك               | المكسيك        | الدوري    | الدوري  | إخراج المغلوب | إخراج المغلوب | كأس المكسيك | كأس المكسيك | كونكاكاف  | كونكاكاف | المجموع   | المجموع |
| ------------- | --------------------- | -------------- | --------- | ------- | ------------- | ------------- | ----------- | ----------- | --------- | -------- | --------- | ------- |
| 2009          | كروز آزول             | الدوري الممتاز | 37        | 10      | -             | -             |             |             | 0         | 0        | 37        | 10      |
| 2009-10       | كروز آزول             | الدوري الممتاز | 8         | 1       | -             | -             |             |             | 8         | 5        | 16        | 6       |
| باراغواي      | باراغواي              | باراغواي       | الدوري    | الدوري  | إخراج المغلوب | إخراج المغلوب | الكأس       | الكأس       | كونميبول  | كونميبول | المجموع   | المجموع |
| 2010          | سيرو بورتينيو (إعارة) | الدوري الممتاز | 44        | 24      | -             | -             | -           | -           | 6         | 0        | 50        | 24      |
| 2011          | أوليمبيا أسونسيون     | الدوري الممتاز | 43        | 25      | -             | -             | -           | -           | 6         | 3        | 49        | 31      |
| 2012          | أوليمبيا أسونسيون     | الدوري الممتاز | 19        | 6       | -             | -             | -           | -           | 5         | 3        | 24        | 9       |
| روسيا         | روسيا                 | روسيا          | الدوري    | الدوري  | إخراج المغلوب | إخراج المغلوب | كأس روسيا   | كأس روسيا   | أوروبا    | أوروبا   | المجموع   | المجموع |
| 2012–13       | كريليا سوفيتوف سامارا | الدوري الممتاز | 15        | 1       | 0             | 0             | 1           | 0           | -         | -        | 16        | 1       |
| الإكوادور     | الإكوادور             | الإكوادور      | الدوري    | الدوري  | إخراج المغلوب | إخراج المغلوب | الكأس       | الكأس       | كونميبول  | كونميبول | المجموع   | المجموع |
| 2013          | إيميلك (إعارة)        | الدرجة الأولى  | 15        | 1       | -             | -             | -           | -           | 7         | 0        | 16        | 1       |
| روسيا         | روسيا                 | روسيا          | الدوري    | الدوري  | إخراج المغلوب | إخراج المغلوب | كأس روسيا   | كأس روسيا   | أوروبا    | أوروبا   | المجموع   | المجموع |
| 2013–14       | كريليا سوفيتوف سامارا | الدوري الممتاز | 0         | 0       | -             | -             | 0           | 0           | -         | -        | 0         | 0       |
| المجموع       | المكسيك               | المكسيك        | 45        | 11      | -             | -             |             |             | 8         | 5        | 83        | 19      |
| المجموع       | باراغواي              | باراغواي       | 62        | 31      | -             | -             | -           | -           | 12        | 6        | 74        | 37      |
| المجموع       | روسيا                 | روسيا          | 15        | 1       | 0             | 0             | 1           | 0           | -         | -        | 16        | 1       |
| المجموع       | الإكوادور             | الإكوادور      | 12        | 1       | -             | -             | -           | -           | 7         | 0        | 19        | 1       |
| المجموع الكلي | المجموع الكلي         | المجموع الكلي  | 178       | 68      | -             | -             | 1           | 0           | 27        | 11       | 235       | 82      |

### الأهداف الدولية
| #  | التاريخ      | الملعب                                  | الخصم     | التسجيل | النتيجة | المنافسة |
| -- | ------------ | --------------------------------------- | --------- | ------- | ------- | -------- |
| 1. | 25 مايو 2011 | ملعب سينتيناريو، ريسيستينسيا، الأرجنتين | الأرجنتين | 1–1     | 4–2     | ودية     |

## الإنجازات

### مع الأندية
- سول دي أمريكا
  - الدرجة الثانية (1): 2006
- أوليمبيا أسونسيون
  - الدوري الممتاز (1): بطولة الاختتام 2011

### الشخصية
- لاعب العام في باراغواي (1): 2011
- هداف الدوري الممتاز (2):
  - بطولة الافتتاح 2007: 15 هدف
  - بطولة الافتتاح 2010: 16 هدف